# Volker Zotz
Volker Helmut Manfred Zotz (* 28. Oktober 1956 in Landau in der Pfalz) ist ein deutsch-österreichischer Philosoph, Religionswissenschaftler und Buddhologe, der als Hochschullehrer und Schriftsteller wirkt. Zotz legte insbesondere Beiträge zur Geschichte und Philosophie des Buddhismus und Konfuzianismus vor. Er prägte die Begriffe des „eurasischen Humanismus“ und der „interkulturellen Spiritualität“ und damit verbundene philosophische und praktische Konzepte. Die Arbeit von Zotz ist der interkulturellen Philosophie und dem interkulturellen Dialog gewidmet. Er kritisiert europäische Wirklichkeiten über das Medium asiatischer Traditionen. Aus der Perspektive von Konfuzianismus, Buddhismus und anderen philosophischen und religiösen Systemen Asiens bewertet Zotz die westliche Geistesgeschichte und sucht Anknüpfungspunkte für die Begegnung des Westens mit Asien. Er findet diese zum Beispiel in Traditionen der Antike, des Katholizismus und in der Kunst und Literatur der Moderne, etwa dem Surrealismus André Bretons.

## Leben und Wirken

### Kindheit und Jugend (1956–1977)

#### Familie und Erziehung
Volker Zotz entstammt dem pfälzischen Zweig der Familie Zotz und wuchs in seiner Geburtsstadt Landau auf. Nach dem Abitur am dortigen Max-Slevogt-Gymnasium leistete der Kriegsdienstverweigerer Zotz seinen Zivildienst in einem kirchlichen Pflegeheim. Er wurde römisch-katholisch erzogen, was ihm bei seiner Auseinandersetzung mit den philosophischen und religiösen Traditionen Asiens ein Wert blieb. Im Jahr 2009 auf seine katholische Sozialisierung angesprochen, antwortete Zotz:

„Als junger Mensch glaubte ich, in den asiatischen Philosophien das Bessere zu finden. Aber je länger ich mich damit auseinandergesetzt habe und in Asien lebte, desto mehr wurde ich mir meiner abendländischen Identität bewusst. Deshalb habe ich angefangen, nach Punkten zu suchen, wo die Kulturen voneinander lernen können.“

Seltener als mit Buddhismus und Konfuzianismus aber regelmäßig beschäftigte sich Zotz mit Themen christlicher Theologie und Spiritualität. So untersuchte er die Mariologie im interreligiösen Zusammenhang.

#### Anagarika Govinda
1972 begegnete der Sechzehnjährige dem ursprünglich Deutschen Anagarika Govinda und dessen Frau Li Gotami Govinda. Der unter dem Namen Ernst Lothar Hoffmann geborene Govinda nahm die indische Staatsbürgerschaft an und lebte seit 1928 in Asien. Er schrieb weltweit beachtete Bücher über indische Philosophie, den Buddhismus in Tibet und das chinesische Denken, besonders das Yijing. Für Zotz wurde Govinda bis zu dessen Tod 1985 ein maßgeblicher Lehrer:

„Die intensive persönliche Begegnung und langjährige Auseinandersetzung mit ihm beeinflusste meine Weise des Lesens der klassischen Literatur Indiens stark, wenn es um die Suche nach praktisch wirksamen essenziellen Aussagen ging.“

Govinda nahm Zotz 1972 in das 1933 in Indien gegründete Arya Maitreya Mandala auf. Zotz unterhielt in seiner Gymnasialzeit Kontakte zu Schülern Govindas, die er später als prägend bezeichnete, darunter Ernst Pagenstecher, Karl-Heinz Gottmann, Wilhelm Müller, Rudolf Petri und Harry Pieper.
Zotz rückte nach dessen Tod von Positionen Govindas ab, achtete ihn weiter als seinen Lehrer und würdigte dessen kreative Leistungen. Govindas Sicht weist laut Zotz „eine starke subjektive Note auf, die ihn vor allem das sehen ließ, was er suchte. Sein Wahrnehmen Asiens und des Buddhismus war schöpferisches Gestalten einer eigenen Wirklichkeit.“

#### Oscar Kiss Maerth
Als Gymnasiast traf Zotz 1971 den britischen Schriftsteller Oscar Kiss Maerth, mit dem er bis zu dessen Tod 1991 in Kontakt stand. Mit Bezug auf buddhistische Ideen erstrebte Kiss Maerth eine politische und gesellschaftliche Veränderung, die zur Abwendung von der Konsumhaltung und einem ökologischen Bewusstsein führen sollte. Zotz, der diesen Versuch später ironisch als „gescheiterte buddhistische Weltrevolution“ bezeichnete, schätzte Kiss Maerth trotz Kritik an Thesen seines Buchs Der Anfang war das Ende als einen der Geister, die „so weit vom Normalen abgerückt sind, dass sie alles anders sehen als die meisten.“ 2003 schrieb Zotz über Kiss Maerth:

„Einmal im Jahr denke ich an ihn und falle ins Bewusstsein des Fünfzehnjährigen zurück, um mich kurz zu fragen, ob nicht vielleicht ich die Revolution scheitern ließ, weil ich kein Jünger werden wollte. Sie wäre sicher geglückt, gäbe es mehr Verrückte wie diesen Oscar Kiss Maerth und weniger Normale wie mich.“

Zotz behielt ein Interesse an politischen und sozialen Themen. Das zeigen sein Buch Konfuzius für den Westen. Neue Sehnsucht nach alten Werten (2007), in dem gesellschaftliche Probleme der Gegenwart eine große Rolle spielen, und Essays zu aktuellen Fragen der Politik und Gesellschaft.

#### Literarische Anfänge
Während der Schul- und Zivildienstzeit war Volker Zotz literarisch tätig. Den Anstoß zur Veröffentlichung seiner Texte gab Hans Otfried Dittmer, der in den 1970er Jahren ein Netzwerk aus Autoren der damaligen Gegenkultur aufbaute und deren Texte in seiner Verlagsedition Dittmer herausgab. Er gewann neben Hadayatullah Hübsch, Wolfgang Fienhold, Quirin Engasser, Ingo Cesaro auch Volker Zotz. Von 1978 bis 1979 erschienen in Buchform zwei Bände mit Lyrik und eine Erzählung. Dittmer musste Zotz zur Publikation überreden, da dieser seine Arbeit „teils zaghaft, teils unentschlossen“ vorlegte. Die vorsichtige Haltung gegenüber dem eigenen Werk findet sich auch später bei Zotz:

„Eigentlich weiß ich nicht, wovon ich schreibe, weiß ich doch nicht einmal, wer ich bin. Aber da ist zweifacher Trost: Zuviel wissen, war schon immer gefährlich. Und schließlich: Was heißt schon 'eigentlich'?“

Im Anschluss an die von Dittmer herausgegebenen Texte veröffentlichte Zotz hauptsächlich wissenschaftliche, philosophische und essayistische Arbeiten und Sachbücher. Zudem beschäftigte er sich weiter mit literarischen Themen. Er setzte sich für eine Neubewertung des Schriftstellers Norbert Jacques ein, den Autor von „Doktor Mabuse“ und schrieb eine umfassende Würdigung der amerikanischen Autorin Ruth Tabrah. Auch beschäftigte sich Zotz mit dem Surrealismus. Er ist Mitglied der österreichischen Sektion des P.E.N. Club.

### Wien (1978–1989)

#### Universität Wien
1978 nahm Zotz ein Studium der Philosophie, Buddhismuskunde, Geschichte und Kunstgeschichte an der Universität Wien auf, wo der Paul Feyerabend nahestehende Philosoph Kurt Rudolf Fischer sein Lehrer und Doktorvater war. Die Studienzeit von Zotz war von längeren Aufenthalten in Asien unterbrochen. Eine Reise auf dem Landweg von Indien nach Europa 1979 beschrieb Zotz im Buch Offenes Leben und Tod.
Zotz legte 1986 die Dissertation Zur Rezeption, Interpretation und Kritik des Buddhismus im deutschen Sprachraum vom Fin-de-Siècle bis 1930. Historische Skizze und Hauptmotive vor, auf Grund derer er zum Doktor der Philosophie promoviert wurde. Er untersuchte darin erstmals ausführlich den Einfluss des Buddhismus auf die deutsche Philosophie und Literatur sowie das Entstehen der buddhistischen Bewegung in den deutschsprachigen Ländern:

„Im Zuge der aktuellen Situation des Buddhismus im Abendland gewinnen seine vorangegangenen Deutungen durch Europäer nachträglich eine Relevanz, die über deren Zeitbedeutung hinausgeht. Sie werden zu Gliedern einer europäischen Tradition der Interpretation des Buddhismus, des Ringens des Abendlandes um ein ihm mögliches und adäquates Verständnis von dessen Lehren und Kultur.“

Nach seiner Promotion arbeitete Zotz als Universitätslektor an der Universität für angewandte Kunst und lehrte am Philosophischen Institut der Universität Wien indisches Denken und Geschichte der Philosophie.

#### Zeitschrift „Damaru“
Nachdem Zotz 1981 von Anagarika Govinda zum Repräsentanten des Arya Maitreya Mandala für Österreich ernannt worden war, gründete er 1982 die Zeitschrift Damaru. Den Namen, der im Sanskrit eine Trommel bezeichnet und im Japanischen „Schweigen“ bedeutet, sah er in dieser Doppeldeutigkeit als symbolisch „für den Zusammenfall der Gegensätze (coincidentia oppositorum).“ Die Zeitschrift widmete sich ursprünglich buddhistischen Themen im Sinn der Interpretation Govindas. Es erschienen zum Beispiel im Vorabdruck Kapitel aus dem Buch Maitreya Übersetzungen klassischer buddhistischer Texte. Ab 2006 wurde Damaru als Zeitschrift für interkulturelle Spiritualität mit einem breiteren Spektrum spiritueller und philosophischer Themen im Verlag von Komyoji veröffentlicht. Inzwischen (Stand 2021) erscheint Damaru in der Edition Habermann der Lama und Li Gotami Govinda Stiftung. Sie wird redaktionell von Judita Habermann geleitet. Volker Zotz ist mit einer regelmäßigen Kolumne mit dem Titel „Aus Eurasien“ vertreten.

#### „Maitreya“
1984 veröffentlichte Zotz als erstes buddhologisches Werk das Buch Maitreya. Kontemplationen über den Buddha der Zukunft. Es steht im Einklang mit Positionen Anagarika Govindas, der das Vorwort verfasste. Zotz ging von einer Analyse der 26. Lehrrede der buddhistischen Textsammlung Digha-Nikaya aus, bei der er drei Ebenen unterschied,
-1) jene als politisches Lehrstück,
-2) als Aufruf zur individuellen Verwirklichung der buddhistischen Lehre und
-3) im Hinblick auf die im Text gegebene Prophezeiung des Buddha Maitreya.
Letztere spiegelte Zotz im Sinn Govindas an Positionen von Jean Gebser, Aurobindo Ghose und Pierre Teilhard de Chardin.

#### „Freiheit und Glück“
1987 veröffentlichte Zotz das Buch Freiheit und Glück. Buddhas Lehren für das tägliche Leben. Die von Siddhartha Gautama gelehrten ethischen und meditativen Praktiken stellte er darin aus älteren Quellen des Pali-Kanon dar anstatt aus der Perspektive späterer buddhistischer Richtungen, wie es in Büchern zum Thema oft der Fall ist. In seinem Buch geht es daher, wie Zotz einleitete, „nicht um ‚Buddhismus’, ein Wort das außer der Erwähnung in diesem Satz im Text nicht mehr vorkommt. Es wird gefragt, wie Gautamas Aussagen dem einzelnen helfen, sein Dasein bewußter, verantwortlicher und freier zu gestalten.“
Das Buch erschien seit 1990 unter dem Titel Erleuchtung im Alltag und seit 1999 als Mit Buddha das Leben meistern. Unter diesem Titel erreichte es 2017 die 16. Auflage, womit es zu den am meisten verbreiteten deutschsprachigen Büchern über den Buddhismus gehört. Jan Veninga, der es wissenschaftlich analysierte, erklärte den Erfolg damit, dass der im Buch dargestellte Buddha auf zeitgenössische Bedürfnisse antwortet: „Volker Zotz beschreibt Buddha als einen Menschen, der selbst dem soziologischen Typus eines kulturell kreativen Sinnsuchers ziemlich nahe kommt.“ Oliver Bottini zufolge überträgt Zotz „die Lehren des Buddha in den heutigen Alltag (und verzichtet dafür weitgehend auf den theoretischen Überbau und die historische Entwicklung des Buddhismus). Ausgesprochen gut lesbar, praxisbezogen und dicht am Leser.“ Für Zotz ist damit neben seinen historischen Forschungen zum Buddhismus die praktische Philosophie ein Anliegen, die nach der existentiellen Bedeutung in Asien entstandener Lehren für Europäer fragt. In analoger Weise aktualisierte Zotz in seinem Buch Konfuzius für den Westen. Neue Sehnsucht nach alten Werten (2007) den Konfuzianismus für das heutige Europa. Verstand er die Lehren des Buddha als Impulse zu einer ethisch-meditativen Lebensgestaltung, deutete er die Lehre des Konfuzius als Anregung, sich auf klassische Werte Europas zurückzubesinnen.

#### Surrealismus
Volker Zotz setzte sich in den 1980er Jahren mit dem Surrealismus auseinander und verfasste eine Studie über André Breton, die ursprünglich in der von Kurt Kusenberg herausgegebenen Reihe Rowohlts Monographien erschien. Er war mit zwei Mitgliedern der Surrealistengruppe um Breton befreundet, Richard Anders und José Pierre, der ein Vorwort zur französischen Fassung von Zotz’ Studie über Breton schrieb. Zotz ist auf dieser Basis von inhaltlichem Einfluss auf bildende Künstler des surrealistischen und fantastischen Spektrums.  Wie Bernd Mattheus feststellte, wurzelt für Zotz der Surrealismus „im Symbolismus und in der deutschen Romantik, durchquert die dadaistische Nein-Bewegung, um schließlich in der unmöglichen – surrealistischen – Synthese von Marx, Freud und Rimbaud zu münden.“ Uwe Ruprecht schrieb über das Surrealismus-Verständnis bei Zotz: „Surrealismus ist eine poetische Perspektive, die sich im Alltag, jenseits von Gemälden, Objekten und Schriftstücken, ausdrückt. Ein moderner Mythos, eine umfassende Welterzählung, in der Marxismus und Psychoanalyse vereinbar werden, Okkultismus und Buddhismus wie zwei Seiten derselben Sache erscheinen.“

### Japan (1989–1999)

#### Kyōto und Tokio
Von 1989 bis 1999 lebte Volker Zotz in Japan, wo er an den Universitäten Ryūkoku und Ōtani in Kyōto sowie an der Risshō-Universität in Tokio tätig war. In Japan arbeitete er mit dem von Paul Tillich beeinflussten buddhistischen Religionsphilosophen Takamaro Shigaraki zusammen, von dem Zotz ein Werk in die deutsche Sprache übersetzte und herausgab. Während zwischenzeitlichen Aufenthalten in Europa lebte Zotz in dem Dorf Weingraben im Burgenland.

#### Buddhologische Werke
In Japan schrieb Zotz buddhologische Werke wie das Buch Buddha (1991), in dem er auf Basis von Übersetzungen aus dem Pali die Biografie Siddhartha Gautamas rekonstruierte. Im selben Jahr erschienen die Studie Der Buddha im Reinen Land, die sich Shinran und der Entwicklung von Jōdo-Shinshū widmete. Es folgten Arbeiten über die in China und Japan verbreitete buddhistische Schule Jingtu zong, in der es mythologisch um ein Reines Land des Buddha Amitabha geht. Zotz fragte nach der Rolle der Philosophie in der japanischen Ausprägung der Schule. In diesem Zusammenhang forschte und schrieb er über Shinran und Rennyo. Auf Basis dieser Veröffentlichungen würdigte Günther Nenning Zotz als „einen der bedeutendsten Buddhologen der jüngeren Generation.“

#### „Geschichte der buddhistischen Philosophie“
1996 erschien in der von Ernesto Grassi gegründeten Rowohlts deutschen Enzyklopädie das Buch Geschichte der buddhistischen Philosophie. Darin behandelt Zotz das Denken des Buddhismus vom Beginn in Indien über Entwicklungen in China, Japan und Tibet bis zur Begegnung mit Europa. Thomas Immoos bezeichnete das Werk „als vorzügliches ‚Floß zum Überqueren des Flusses'.“ Nach Regine Leisner gelang es Zotz für die wesentlichen Richtungen „die Dynamik und innere Logik aufzuzeigen, nach der sie sich in Abhängigkeit voneinander herausgebildet haben, indem Gedankengänge und Schwerpunkte von Buddhas Lehre immer wieder neu aufgegriffen, durchdacht und ausformuliert, miteinander verknüpft und gegenseitig beantwortet wurden.“
Das Buch stieß mehrere Diskussionen an. Bezüglich der Konzepte von Karma und Wiedergeburt wies Ulrich Dehn darauf hin, dass Zotz in Frage stellt, ob „der Gedanke der Wiedergeburt, der sich einer Kombination aus karmischem Denken und der Lehre des Pratityasamutpada verdankt, wirklich für die Anliegen des Buddhismus unverzichtbar sei.“

#### Euromasochismus-Debatte
Mit der Geschichte der buddhistischen Philosophie begann die Euromasochismus-Debatte, die davon ausging, dass nach Auffassung verschiedener Interpreten Zotz besonders im Schlusskapitel des Buchs Europa im globalen Vergleich als wenig pluralistisch und latent totalitär darstellte. Dem widersprach Jens Heise, der zwar anerkannte, dass Zotz’ Geschichte „eine Vorstellung vom immensen Reichtum buddhistischen Denkens vermittelt; sie ist in den Einzelheiten präzis und im Ganzen prägnant.“ Doch kritisierte er, „daß westliches Denken schlicht auf den Kontrast zum buddhistischen herabgestimmt ist und nur als Totalitarismus auftritt.“ Ähnlich urteilte Elisabeth Endres: „Ein Einwand. So richtig Volker Zotz die Verdienste und die Defizite der europäischen Buddhismusrezeption einordnet, so sehr verrennt er sich [...] in einen Euromasochismus. Alles was sich vom christlichen Monotheismus herleitet, ist für ihn totalitär, gefährlich und moralisch minderwertig.“ Auch Ludger Lütkehaus stellte dazu später fest, Zotz tue „alles, seinen Ruf als ‚Euromasochist‘ zu verdienen, ohne umstandslos zum Buddhophilen zu werden.“ Zotz hat solchen Interpretationen seines Werks widersprochen:

„Jedes interkulturelle Lernen bedarf wie alles Lernen des Gewahrseins eigener Schwachpunkte. [...] Parteilich erwähne ich Mängel Europas und Stärken Asiens. Mich interessieren vor allem eigene Fehler und anderer Vorzüge – eine wichtige Voraussetzung, will ich lernen, statt nur 'objektiv' beschreiben.“

Dagegen, dass Zotz die europäische Tradition pauschal ablehnen will, sprechen sein Naheverhältnis zum Katholizismus, sein Eintreten für den konservativ-christlichen italienischen Politiker Rocco Buttiglione und sein Entwurf eines „Eurokonfuzianismus“, der auf die abendländische Antike und das Christentum fokussiert. Perry Schmidt-Leukel, ein christlicher Vertreter der pluralistischen Religionstheologie, urteilte, durch Zotz’ Arbeit würden „jene in den Mauern zwischen Christentum und Buddhismus versteckten Tore sichtbar gemacht, deren Öffnung für beide Seiten den Zutritt zu ungeahnten geistlichen Reichtümern ermöglicht.“

#### Komyoji
1994 gründete Zotz in Wien gemeinsam mit dem 23. Abt des Nishi Hongan-ji Kōshō Ōtani, einem Cousin des japanischen Kaisers Hirohito, die Institution Komyoji. Diese arbeitet für den eurasischen Humanismus und die interkulturelle Spiritualität durch die Organisation und Durchführung von Ausbildungen, Veranstaltungen und Publikationen. Präsidentin von Komyoji ist Birgit Zotz.

### Luxemburg (1999–2009)

#### Université du Luxembourg
Zotz zog 1999 nach Luxemburg, um als assoziierter Professor der Université du Luxembourg Philosophie und Geistesgeschichte zu lehren. Bei der Überführung des vormaligen Centre Universitaire de Luxembourg in eine Volluniversität betonte er in der öffentlichen Diskussion die Bedeutung der Geisteswissenschaften. Zotz habilitierte sich auch als Religionswissenschaftler an der Universität des Saarlandes.

#### „Auf den glückseligen Inseln“
In dem 2000 erschienenen Buch Auf den glückseligen Inseln setzt sich Zotz aufbauend auf seiner Dissertationsschrift von 1986 mit der Beziehung deutschsprachiger Philosophen und Literaten zum Buddhismus auseinander. Das Buch wirft ein kritisches Licht auf die bisherige Geschichte der Beschäftigung mit dem Buddhismus in Europa. Es liefert Beiträge zur Orientalismus-Debatte, indem es untersucht, welche Projektionen und inhaltlichen Verschiebungen bei der Transmission von Ideen von einer Kultur in die andere auftreten. „Die Geschichte des Buddhismus in der dt. Kultur wird von Zotz (2000) gut dargestellt. Der Buddhismus, der zuerst von jesuitischen Missionaren entdeckt wurde, wurde von Leibniz als ein Nihilismus beschrieben, der das Nichts als oberstes Prinzip ansetze. Kant behandelte den Buddhismus in erster Linie als eine exotische Kuriosität. Gemäß Herder war die passive, lebensverneinende Haltung des Buddhismus eine Folge des indischen Klimas. Friedrich Schlegel betrachtete das Studium des indischen Denkens als Ansatz zu einer neuen Renaissance.“ Darüber hinaus wird von Zotz in Auf den glückseligen Inseln, wie Peter Gottwald feststellte, Ernst Mach als einer der „wichtigen Vermittler zwischen Buddhisten und westlichen Wissenschaftlern“ behandelt. Mit diesem Buch startete auch die so genannte Buddhismus-Faschismus-Debatte, weil Zotz nach „inneren Affinitäten“ zwischen Buddhismus und Faschismus fragt. Er führt als problematisch an, dass die buddhistische Philosophie ohne Metaphysik im abendländischen Sinn schwer Werte fundieren könne. Auch kritisiert Zotz die Lehre vom Karma. Wenn man diese so interpretiert, dass Taten aus früheren Leben alles vorherbestimmen, bestreitet man die Existenz unschuldiger Opfer. Die Idee, Verfolgte und Schwächere hätten sich ihre Situation selbst zuzuschreiben, erscheint Zotz als Zynismus.

#### Publizistische Aktivitäten
Volker Zotz gründete in Luxemburg 2002 mit der deutsch-italienischen Schriftstellerin Friederike Migneco den gemeinnützigen Kulturverlag Kairos Edition, in dessen Programm der deutsche Surrealist Richard Anders, der baltische Mystiker Valentin Tomberg, Romane von Joanne K. Rowling und Bücher zum Buddhismus finden. In Luxemburg arbeitete Zotz zudem publizistisch für mehrere Medien. Von 1999 bis 2000 war er Chefredakteur der buddhistischen Zeitschrift Ursache & Wirkung, für die er zuvor als Kolumnist tätig war. Von 2002 bis 2004 war er Redaktionsleiter der Zeitschrift forum für Politik, Gesellschaft und Kultur.
Ab 2006 legte Zotz Bücher vor, die sein Leben in Indien und Japan reflektieren. In dem Werk Die neue Wirtschaftsmacht am Ganges sieht er der indischen Ökonomin Indira Gurbaxani zufolge die „Kreativität“ als den entscheidenden Standortfaktor auf dem Subkontinent: „Ausländische Unternehmen können dabei von der indischen Unternehmenskultur lernen. (...) Die Lektüre dieses Buches lohnt sich in jedem Fall für Unternehmer, die hier investieren wollen. Aber auch jedem, dem Indien fremd ist, bietet Zotz eine Fülle gut beobachteter und hilfreicher Details.“ Über das Japan-Buch Business im Land der aufgehenden Sonne urteilte die Ostasienwissenschaftlerin Christine Liew, es „räumt mit Vorurteilen auf und bewahrt mit Schwerpunkt Wirtschaft immer den Blick auf die gesamte Gesellschaft.“

#### Konfuzianismus
In Luxemburg verfasste Zotz zwei Bücher über Konfuzius und den Konfuzianismus. Im Jahr 2000 erschien das Buch Konfuzius, eine Monographie des chinesischen Weisen mit einem Kapitel zur Geschichte seiner Rezeption in Europa. Im Jahr 2007 folgte das Buch Konfuzius für den Westen. Neue Sehnsucht nach alten Werten, das 2006 teilweise in Taipeh geschrieben wurde. Zotz behandelt in diesem Buch seine Positionen des eurasischen Humanismus und einer interkulturellen Spiritualität:

„Eine große Chance des Zeitalters der Globalisierung besteht darin, im Wertschätzen sogar nicht nachvollziehbarer Unterschiede über die bloße Duldung des Anderen hinauszugelangen. Man pflegt nicht länger die müde Toleranz der Unverbindlichkeit, die jedem seinen Glauben und Lebensstil lässt, solange einen dies nicht belästigt. Vielmehr wird eine intensive und existenzielle Kenntnisnahme des anderen möglich, ein Verstehen, das im Innersten berührt und verwandelt.“

### Indien (2009–heute)
Seit 2009 lebt Zotz überwiegend in Indien. In einem Interview 2015 sagte er: „Ich verstehe mich als ein Bewohner Eurasiens, das ich als einen einzigen bunten Kontinent empfinde. Es ist für mich in der Ost- und der Westrichtung jeweils ein Heimkehren, wobei die Unterschiede im täglichen Leben besonders bereichern.“
Im März 2015 wurde Zotz das Amt Maṇḍalācārya des Arya Maitreya Mandala übertragen, womit er nach Anagarika Govinda, Karl-Heinz Gottmann und Armin Gottmann der vierte Nachfolger des tibetischen Mystikers Ngawang Kalsang wurde, der die Gründung des Ordens 1933 in Darjeeling veranlasste. Gleichfalls 2015 wurde Zotz zum Vorsitzenden des Stiftungsrats der Lama und Li Gotami Govinda Stiftung berufen.
2015 veröffentlichte Zotz mit Der Konfuzianismus ein drittes Buch zu dieser Richtung der chinesischen Philosophie, das, wie Reinhard Kirste feststellte, „eine Reise zur Wirkungsgeschichte dieser ungewöhnlichen Persönlichkeit“ des Konfuzius unternimmt.
Im Oktober 2016 erschien zum 60. Geburtstag von Volker Zotz die Festschrift Freiheit. Bewusstheit. Verantwortlichkeit, die von Friedhelm Köhler, Friederike Migneco,  Benedikt Maria Trappen herausgegeben wurde und dreißig Beiträge u. a. von Gerhard Weißgrab, Perry Schmidt-Leukel, Ulrich Dehn, Peter Michael Hamel, Peter Gäng und Gerhard Knauss enthält.
Zotz ist einer der Erstunterzeichner des Appells für freie Debattenräume, eines 2020 von dem Schriftsteller und Philosophen Gunnar Kaiser (1976–2023) und dem Journalisten und Juristen Milosz Matuschek initiierten Aufrufs, der sich gegen die Cancel Culture richtet.

## Werke

### Monographien
- Maitreya. Kontemplationen über den Buddha der Zukunft. Mit einem Vorwort von Lama Anagarika Govinda. Hannoversch Münden 1984, ISBN 3-87998-054-3
- Zur Rezeption, Interpretation und Kritik des Buddhismus im deutschen Sprachraum vom Fin-de-Siècle bis 1930. Historische Skizze und Hauptmotive. Wien: Phil. Diss., 1986
- Maitréja. Elmélkedések a jövö Buddhájáról. Körösi Csoma Sandor Buddhológiai Intézet, Budapest 1986
- Freiheit und Glück. Buddhas Lehren für das tägliche Leben. München 1987, ISBN 3-8138-0090-3
- André Breton. Rowohlt, Reinbek bei Hamburg 1990, ISBN 3-499-50374-3
- Erleuchtung im Alltag. München 1990, ISBN 3-8138-0175-6
- Buddha. Rowohlt, Reinbek bei Hamburg 1991, 6. Auflage 2001, ISBN 3-499-50477-4
- André Breton. Préface de José Pierre. Édition d'art Somogy, Paris 1991, ISBN 2-85056-199-1.
- Der Buddha im Reinen Land. Shin-Buddhismus in Japan. Diederichs, München 1991, ISBN 3-424-01120-7
- Buddha. Votobia, Olomouc 1995, ISBN 80-85885-72-7
- Geschichte der buddhistischen Philosophie. Rowohlt, Reinbek bei Hamburg 1996, ISBN 3-499-55537-9.
- Buddha. Hangilsa, Seoul 1997, ISBN 89-356-0136-5.
- Mit Buddha das Leben meistern. Buddhismus für Praktiker. Rowohlt, Reinbek bei Hamburg 1999, 12. Auflage 2012, ISBN 3-499-60586-4
- Konfuzius. Rowohlt, Reinbek bei Hamburg 2000, ISBN 3-499-50555-X
- Auf den glückseligen Inseln. Buddhismus in der deutschen Kultur. Theseus, Berlin 2000, ISBN 3-89620-151-4
- Die neue Wirtschaftsmacht am Ganges. Redline, Heidelberg 2006, ISBN 3-636-01373-4
- Buda, Maestro de Vida. Ellago Ediciones 2006, ISBN 84-95881-87-X
- Konfuzius für den Westen. Neue Sehnsucht nach alten Werten. O.W. Barth, Frankfurt am Main 2007, ISBN 978-3-502-61164-6
- Die Suche nach einem sozialen Buddhismus. Kairos, Luxembourg 2007, ISBN 2-9599829-6-7
- Historia Filozofii Buddyjskiej. Wydawnictwo WAM, Krakau 2007, ISBN 978-83-7318-878-5
- Business im Land der aufgehenden Sonne. Redline, Heidelberg 2008, ISBN 978-3-636-01449-8
- Kamasutra im Management. Inspirationen und Weisheiten aus Indien. Campus Verlag, Frankfurt am Main 2008, ISBN 978-3-593-38515-0
- Leitmotive des Ārya Maitreya Maṇḍala. Kairos Edition, Luxemburg 2013, ISBN 978-2-919771-06-6
- Der Konfuzianismus. Marix Verlag, Wiesbaden 2015, ISBN 978-3-7374-0975-9

### Herausgeberschaften, Mitherausgeberschaften, Aufsätze
- Totus tuus. Marianisches Lesebuch zur Luxemburger Muttergottes-Oktave. Hrsg. mit Friederike Migneco. Kairos, Luxembourg 2004, 3. Aufl. 2012, ISBN 2-9599829-9-1
- Valentin Tomberg: Der wandernde Narr. Die Liebe und ihre Symbole. Hrsg. mit Friederike Migneco. Kairos Edition, Luxemburg 2007, ISBN 978-2-9599829-5-8
- Valentin Tomberg: Innere Gewissheit. über den Weg, die Wahrheit und das Leben. Hrsg. mit Friederike Migneco. Kairos, Luxemburg 2012, ISBN 978-2-919771-00-4
- Schnittstellen. Buddhistische Begegnungen mit Schamanismus und westlicher Kultur. Festschrift für Armin Gottmann zum 70. Geburtstag. Kairos Edition, Luxemburg 2013, ISBN 978-2-919771-04-2
- Benedikt Maria Trappen: Luise Rinser und Anagarika Govinda. Analyse und Dokumente ihrer Begegnung. Wissenschaftliche Schriftenreihe des Anagarika Govinda Instituts für buddhistische Studien. Band 1, Hrsg. Volker Zotz, Edition Habermann, München 2019, ISBN 978-3-96025-015-9
- Friederike Migneco: Im aufsteigenden Zeichen. Gedichte. Nachwort von Volker Zotz: Bleibende Abwesenheit. Über die Lyrikerin Friederike Migneco. S. 97–158, Edition Habermann, München 2021, ISBN 978-3-96025-018-0

### Übersetzungen
- Sage etwas oder schweige: Ausgewählte Kōans. Marix Verlag Wiesbaden, ISBN 978-3-7374-1001-4

## Sekundärliteratur
- Freiheit. Bewusstheit. Verantwortlichkeit. Festschrift für  Volker Zotz zum 60. Geburtstag., Hrsg. Friedhelm Köhler, Friederike Migneco,  Benedikt Maria Trappen, Edition Habermann, München 2016, ISBN 978-3-96025-009-8